# Рерік (поселення)

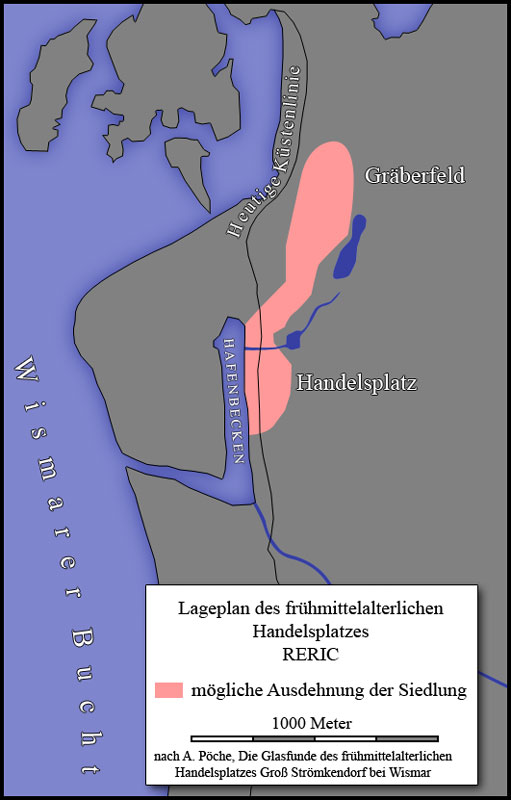
Карта ранньосередньовічного торговельного центру Рерік

Рерік (нім. Rerik; лат. Reric) — середньовічне місто, торговельний центр (емпорій) на південному узбережжі Балтійського моря, центр ободритів.
Рерік був побудований близько 700 року н. е., коли ободрити оселилися в даному регіоні, і скоро Рерік став поліетнічним містом зі змішаним слов'яно-скандинавським населенням.
Довгий час точне місце розташування Реріка було невідомим. За право вважатися історичними правонаступниками Реріка боролися вагрський Ольденбург, Любек, Дорф-Мекленбург, Альт-Гарц. Розкопки Кільського університету та Археологічного відомства землі Мекленбург-Передня Померанія, що проводилися в 1995–1998 роках в межах села Бловац (Ґрос-Штремкендорф) на східному узбережжі Вісмарської затоки Мекленбурзької бухти, відкрили велику частину якогось торгового центру та прилеглих до нього поховань площею 23 гектари. Топографічне розташування і датування (згідно знахідкам і дендрохронології) досить точно відповідають часові існування міста Реріка. Однак, для у більш точному визначенні варто вважати на те, що принципово може підходити будь-який морський торговельний центр часів Каролінгів. Поселення в Ґрос-Штремкендорфі було одним з найбільших торгових центрів в південній частині узбережжя Балтійського моря між Хедебю і Воліном у гирлі р. Одеру — його територія в 2 рази перевищувала за площею міста Хайтабу (Хедебю) і Рібе того ж періоду. У поселенні виявлені знахідки раннього слов'янського періоду, які дендрологічним методом оцінюються в діапазоні від 735 року до 811 року. Іншими поселеннями прибережної зони VIII-IX століття є Старигард, Старий Любек (нім. Alt-Lübeck), Росток-Дірков (нім. Dierkow), Менцлін і Ральсвік на схід від Ґрос-Штремкендорфу. На схід і на північний схід Ґрос-Штремкендорфу знаходяться ділянки з ранньою слов'янською керамікою — товаром, в основному без оздоблення, який повинен бути того ж часу, що і прибережне поселення Ґрос-Штремкендорф.
На початку IX століття, після укладення франками союзу з ободритами проти саксонців і данців Карл I Великий використовував цей порт в торгових цілях, через тривалу війну. Згідно франкських анналів данський конунг Гудфред в 808 році зруйнував Рерік, а населення переселив в конкуруючий порт Хедебю (Слісторп):
З Годфрідом у згаданому вище поході були слов'яни, які називалися вільці. Через старовинну ворожнечу, яку вони мали звичайно зберігати з ободритами, вони з доброї волі з'єдналися з його військом. І коли сам він повернувся у своє королівство, вони також повернулися додому з видобутком, який змогли захопити у ободритів. Годфрід перш ніж повернувся, зруйнував емпорій, який на мові данів називається Рерік і який виплатою податей давав його королівству вигоду, і, переселивши звідти торговців, розпустив флот [і] з усім військом прийшов до порту, який називається Слісторп.
Оригінальний текст (лат.)
Erant cum Godofrido in expeditione praedicta Sclavi, qui dicuntur Wilzi, qui propter antiquas inimicitias, quas cum Abodritis habere solebant, sponte se copiis eius coniunxerunt; ipsoque in regnum suum revertente, cum praeda, quam in Abodritis capere potuerunt, et ipsi domum regressi sunt. Godofridus vero, priusquam reverteretur, distructo emporio, quod in oceani litore constitutum lingua Danorum Reric dicebatur et magnam regno illius commoditatem vectigalium persolutione praestabat, translatisque inde negotiatoribus, soluta classe ad portum, qui Sliesthorp dicitur, cum universo exercitu venit.
— Аннали королівства франків
Рерік був значним поселенням. У XI столітті Адам Бременський називав ободритів «ререгами». Назва «ререгі» (Reregis) використовував і Саксонський анналіст.

## Назва
У мандрівника Ібрагіма ібн Якуба близько 965 р. говориться про головну фортецю слов'янського князя Накура. Назва фортеці може бути прочитана як «Аззан», або як «Гран» (можливо «Град»). Оскільки Ібрагім наводить переклад «велика фортеця», то надалі можлива слов'янська назва «Веліград». Ризький учитель, сходознавець Ф. Вестберг відстоював читання «Аззан» і ототожнював згаданий ібн Якубом населений пункт з Шверіном, а не Реріком.
Можливо «Веліград» Ібрагіма ібн Якуба (близько 965 р.) співвідноситься з «Міхеленбургом» у саксів (в 995 р.). У свою чергу «Міхеленбург» строго відповідає «Магнополісу» хроністів Адама Бременського і Гельмольда фон Бозау. У всіх випадках значення збігається — «велике, головне місто». Зі свого боку данці називали його «Рерік» (імовірно від давньоскан. Reyrr — «очерет», через розташування в старій озерній улоговині, покритій густими заростями очерету).
Вацлав Ганка (відомий своїми фальсифікаціями) вказував на зв'язок назви поселення з назвою сокола «falco cyanopus» проводячи аналогію з замками і фортецями «Sokol», «Gestrabj», «Falkenstein», «Habichtstein». Цитує Ганка Георг Лиш. Павло Шафарик читав назва «Рерік» як «Рарог», а назва народу «ререгі» як «рарожани». Павло Шафарик вказував на існування слова «rarog», що позначає в польській мові один з видів сокола «балабана» і порівнював з назвою польського села «Рарог» в Плоцьком краї і з подібними іменами інших слов'янських міст і замків — Орел, Сокіл, Яструб. Ґрунтуючись на даному прочитанні Олександр Гильфердинг припускав, що «Рарог» було слов'янською назвою фортеці «Рерік».
Гедеонов С. О. відстоював ідею, що «Рерік» (сокіл) було прізвиськом ободрітського князя Дражко в честь якого названа столиця, а Рерік (соколи) було прізвиськом власне ободритов. Гедеонов припускає, що прізвисько Рюрик могло бути родовим в сімействі ободритськіх князів, родичів Рюрика. Цитував Гедеонова і Дмитро Іловайський.
Вальтер Фогель висунув гіпотезу, що Рерік в більш ранніх рукописах згадується як «Берік». Цієї точки зору дотримувався і Омелян Пріцак, однак вона була розкритикована.
Алексєєв С. В. зазначає, що назва слов'янського Веліграда «Рерик» стало улюбленим аргументом деяких представників російської «антинорманістської школи». Дійсно, воно перегукується з іменем «Рюрик» — і кращого доказу неслов'янського походження цього імені важко було б уявити. Слов'яни називали свою столицю Веліградом. Скандинави ж звали Веліград «Реріком», так само, як германці — Мекленбургом. Не звернути уваги на цей широко відомий факт можуть лише через якесь непорозуміння. Очевидно, від використання даного аргументу раціональний «антинорманіст» повинен відмовитися.

## Археологія Гросс-Штрьомкендорф
Розкопками 1990-го і другої половини 1990-х років було виявлено ремісничо-торгове поселення «скандинавського типу» з гаванню і прилеглим цвинтарем змішаного обряду. Поселення площею не менше 18 га \ 45 акрів було забудовано регулярною вуличної сіткою з напівземлянок. Дендрохронологія і знахідки монет-скеатів обґрунтували атрибуцію виявленого поселення з Реріком.